# Dudești
Dudești is een wijk in Zuidoost-Boekarest en ligt tegen de boulevard Calea Dudești aan. Aangrenzende wijken zijn Vitan, Văcărești en Dristor.
De naam komt van de Dudeșticultuur uit het mesolithicum (5e-4e millennium v.Chr.) die de Beneden-Donauvlakte en Dobroedzja omvatte. Deze wijk was de eerste plaats waar archeologische vondsten van deze cultuur werden gevonden. Dud betekent moerbei en samen met het suffix ești is de naam Dudești ontstaan.
Eerst was Dudești een dorp, maar toen Boekarest zich uitbreidde werd het een buitenwijk van de Roemeense hoofdstad. Als een van de weinige wijken van de stad is (een groot deel van) deze wijk ontsnapt aan Ceaușescu's sloopplannen en het herbouwen in socialistische stijl. Een tramdepot en de Markt van Boekarest kun je in Dudești vinden.

## Galerij

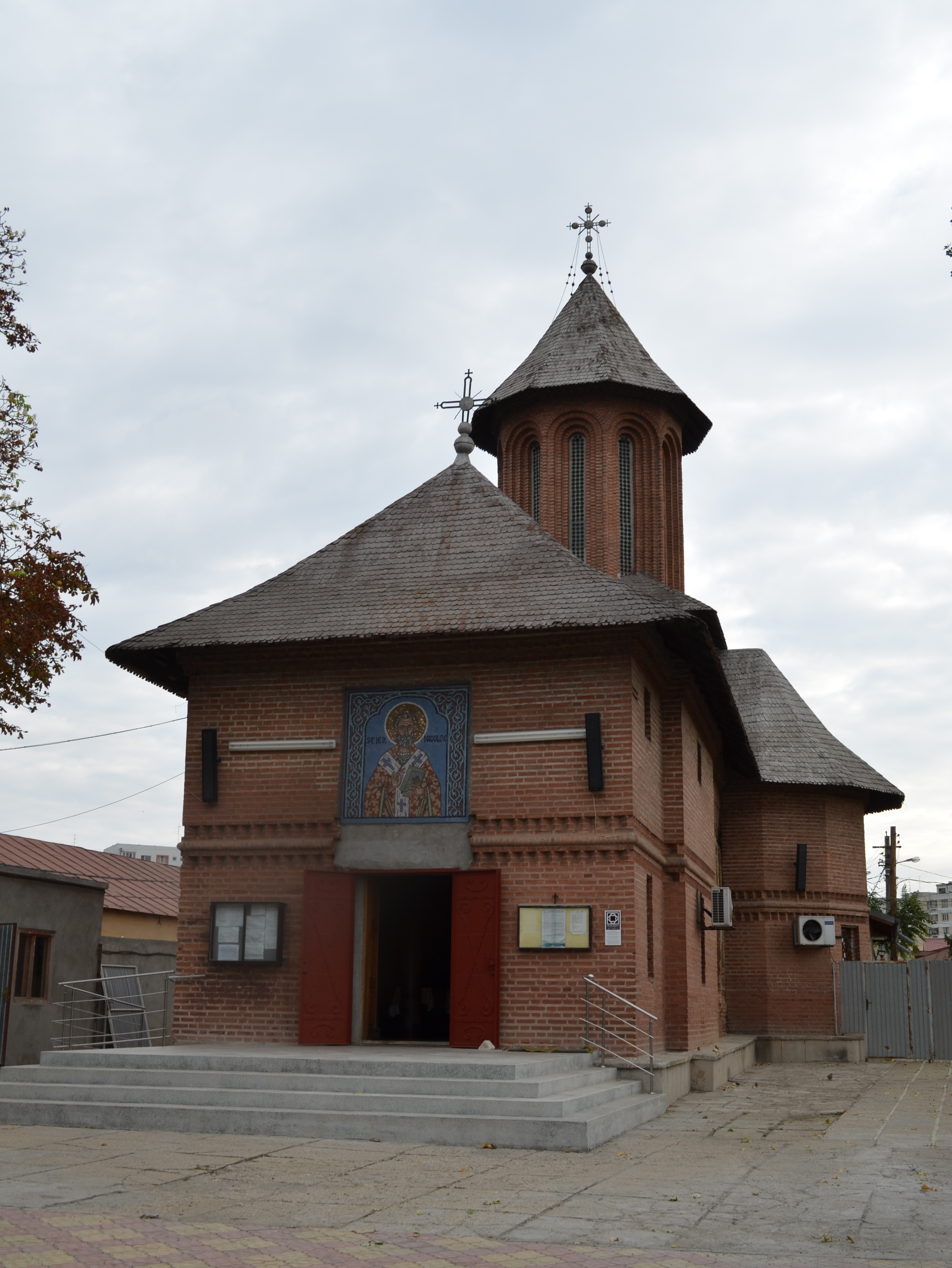
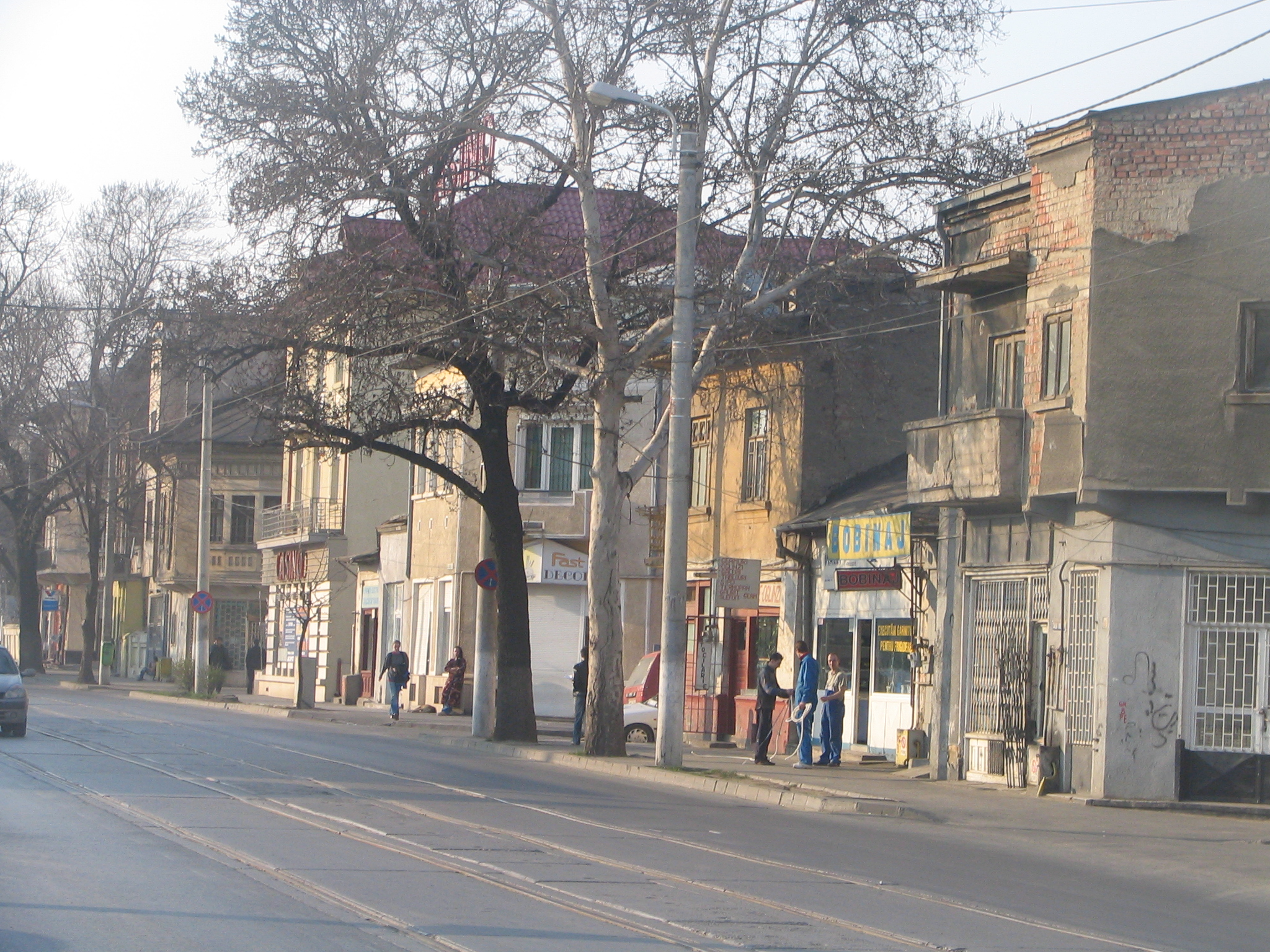
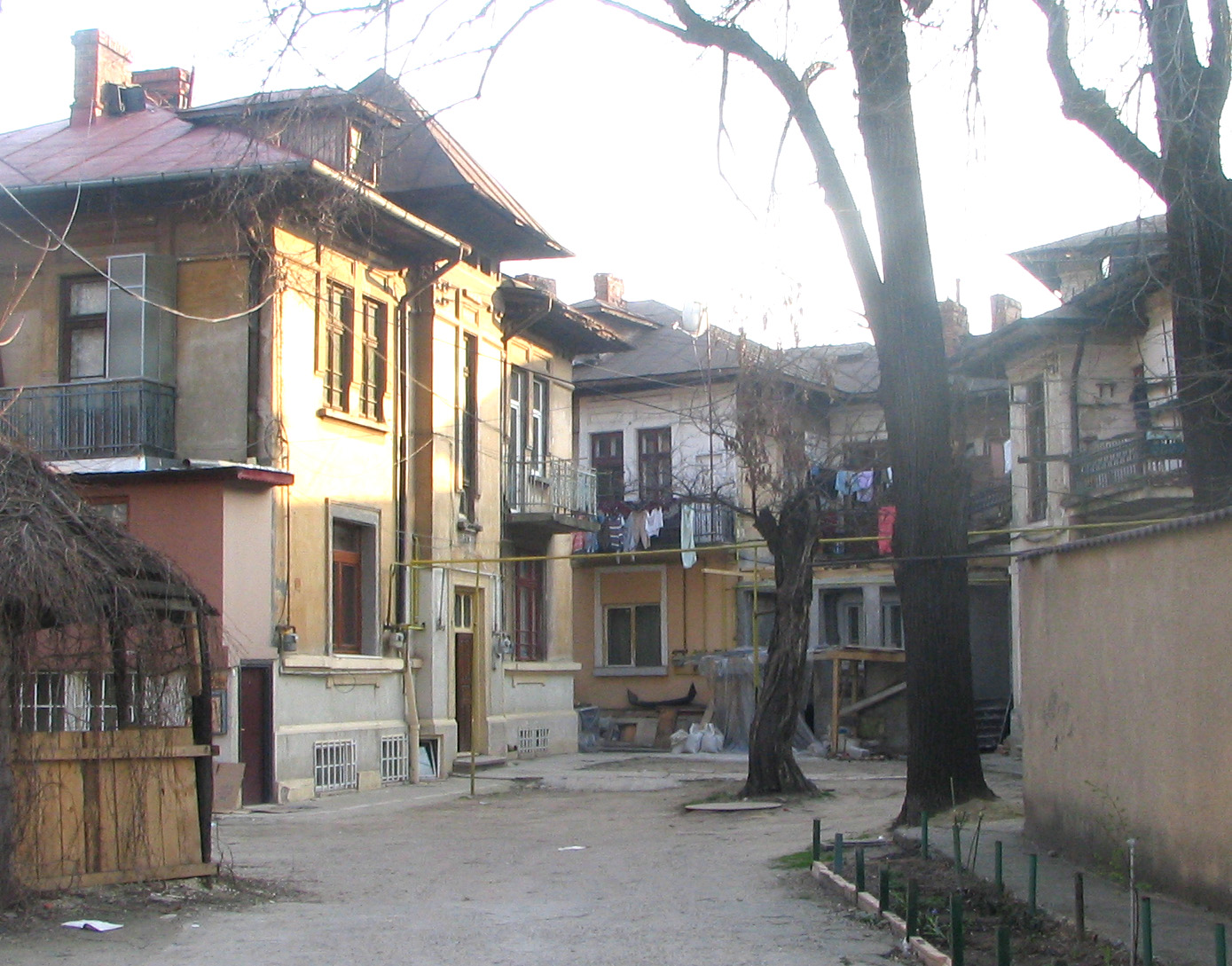

Districten: Sector 1 · Sector 2 · Sector 3 · Sector 4 · Sector 5 · Sector 6

Wijken: Băneasa · Berceni · Centru Civic · Colentina · Cotroceni · Crângași · Dristor · Drumul Taberei · Dudești · Ferentari · Floreasca · Giulești · Iancului · Lipscani · Militari · Obor · Olteniţei · Pantelimon · Pipera · Rahova · Tei · Titan · Văcăreşti · Vitan